# 르네 로베르 카벨리에 드 라 살
르네 로베르 카벨리에 드 라 살(Rene-Robert Cavelier de La Salle, 1643년 11월 21일 ~ 1687년 3월 19일)은 프랑스의 탐험가이다. 그는 유럽인 처음으로 미시시피강을 통하여 멕시코만을 여행하였고, 미시시피 강 유역의 전체를 프랑스의 영토로 삼았다. 그의 많은 탐험은 프랑스의 신대륙에 큰 제국을 건설하는 희망에 힘을 주었다.

## 어린 시절
르네 로베르 카벨리에는 루앙에서 출생하여 자기 가족의 사유지의 이름을 따 라살이라고 이름을 지었다. 어린 시절에 예수회의 성직자들이 운영하는 학교에 다니며 예수회 교인이 되는 교육을 받았다. 1655년 종교적 훈련을 떠나 모험의 길을 찾았다. 다음해에 프랑스가 식민지를 설립한 캐나다에 간다.
몬트리올 근처에 약간의 땅을 회득하여 번영하는 모피 상인이 되었다. 미시시피강과 오하이오 강의 위치를 알려준 인디언들과 많은 교역을 하였다. 인디언들은 이 두개의 강이 바다로 흘러간다는 걸 믿었고, 라살은 이 강들이 북아메리카 대륙을 거쳐 태평양으로 간다는 생각이 들었다. 1669년 그의 땅을 팔고 강들을 찾으러 나섰다.

## 첫 탐험
1669년부터 1673년 라살은 북아메리카의 막대한 내부를 돌아다녔다. 역사가들은 그가 현재의 오하이오 지역만큼의 먼 여행을 했다고 믿는다. 이 여행이 끝날 무렵, 미시시피 강이 멕시코 만으로 흘러간다고 확신시켰다.
1674년 프랑스로 돌아갔고, 루이 14세는 현재 온타리오주 킹스턴의 대지인 프론테나크 요새(Fort Frontenac)를 포함한 땅을 라살에게 주었다. 라살은 요새에 모피 교역지를 설립하였고, 곧 캐나다에서 가장 힘있는 사람들 중의 하나가 된다. 1677년 다시 프랑스로 돌아가 루이 14세에게 미시시피 강 탐험을 허락받았다.
1679년 캐나다로 돌아가 프랑스의 오대호 지방을 지배하는 여행에 진출하였다. 1680년 그는 현재의 일리노이 지역에 유럽인들의 첫 정착지를 설립하였다. 일리노이 강에 서있고, 현재의 페오리아(Peoria) 근처에 크레브쿠외르 요새(Fort Crevecouer)라고 이름을 지었다. 이 요새를 지은 후, 많은 공급을 위해 캐나다로 돌아갔다.

## 멕시코 만으로 진출
1681년 후순에 일리노이 지방으로 돌아갔는 데, 크레브쿠외르 요새는 그곳의 거주민들의 반란에 의하여 파괴되었다. 그러나 라살은 그 일을 밀고 나갔고 그는 일리노이 강에서 20명의 프랑스인과 약 30명의 인디언을 이끌며 카누를 타고 미시시피 강으로 내려갔다.
1682년 2월 13일 미시시피 강에서 진출이 시작되어 4월 9일 멕시코만에 도달하였다. 미시시피 강의 입구 근처에 십자가와 프랑스의 문장이 든 덧옷을 운반한 기둥을 세웠다. 그는 모든 대지가 미시시피 강에 의하여 배수되었고, 프랑스를 위해 그 공물을 바치는 요구하였다. 이 지방은 애팔래치아산맥으로부터 서부의 로키산맥의 동부에 펼쳐져 있으며, 북쪽의 오대호에서 남쪽의 멕시코 만까지 뻗어있다. 라살은 루이 14세의 명예를 가려 이 지방을 루이지애나라고 명하였다.
그해의 후반에 일리노이 강에 걸쳐있는 절벽에 생루이 요새(Fort Saint Louis)를 건설하였다. 그 절벽은 지금의 굶주린 바위 주립 공원(Starved Rock State Park)이다. 1683년 후반에 식민지를 위한 공급원과 정착자들을 데리러 프랑스로 떠났다.
1684년 라살은 프랑스에서 300명 이상의 식민자들을 태운 4척의 배를 거느리고 멕시코 만으로 항해하였으나 이 진출은 라살이 실수로 시간이 지나도록 항해를 한 이유로 미시시피 강에 도달하지 못했다. 1685년 그는 강의 서부 유역에 식민지를 세웠는데 이 대지는 현재 텍사스주 코퍼스 크리스티 지역에서 동부로 약 80마일 떨어져있는 마타고르다 만(Matagorda Bay) 근처이다.
하지만 인디언들은 새 정착지들을 위협하였고, 많은 식민자들이 질병으로 사망하였고 1687년 식민지는 절망적으로 도움이 필요하였다. 라살과 그의 선원들 몇명은 미시시피 강을 향해 행진하였으나 강을 찾지 못하였고 결국 자객들이 라살의 조카를 죽였으며 자신도 3월 19일에 살해당하였다.